# Lester Speight
Lester Speight (Baltimore (Maryland), 28 augustus 1963) is een voormalig American football speler en professioneel worstelaar en is nu acteur en filmproducent. 

## Biografie
Speight werd geboren in Baltimore (Maryland), en doorliep de high school aan de Old Mill High School in Anne Arundel County waar hij in 1981 zijn diploma haalde. Hierna studeerde hij in 1985 af aan de Morgan State University in Baltimore. Na zijn afstuderen probeerde tevergeefs door te breken als professioneel American football speler in de NFL, toen dit niet lukte probeerde hij het in de United States Football League (UNFL). Hij werd toen opgepikt door de Baltimore Stars, door tegenwerking van de UNFL speelde hij slechts een seizoen als Americanfootballspeler. Hij vervolgde zijn carrière als professioneel worstelaar en werkte voor de Global Wrestling Federation en Catch Wrestling Association onder de naam Rasta the Voodoo Man. In 1997 besloot hij hiermee te stoppen en besloot zijn carrière voor te zetten als acteur. 
Speight begon in 1993 met acteren in de film The Meteor Man, waarna hij nog meerdere rollen speelde in films en televisieseries. Hij speelde in onder andere Cradle 2 the Grave (2003), My Wife and Kids (2003-2005), Norbit (2007), Knucklehead (2010) en Transformers: Dark of the Moon (2011). Hij verleende ook zijn stem als Augustus Cole in de videospellenreeks van Gears of War. 

## Filmografie

### Films
Uitgezonderd korte films.
- 2022 Nightmare Harbor - als Skulley Caezar
- 2018 Street Dreams: Los Angeles - als advocaat Thomas Johnson
- 2018 The Dawn of Zombie Apocalypse - als Lex
- 2018 Resolution Song - als Marcus
- 2017 Speech & Debate - als uitsmijter
- 2016 Halloweed - als sheriff Johnson
- 2015 Call Me King - als Vincent
- 2014 My Dad's a Soccer Mom - als Marion Casey
- 2013 Ambushed - als Big Johnny
- 2013 Police Guys - als kapitein Cole
- 2011 Transformers: Dark of the Moon - als Eddie
- 2010 Faster - als Baphomet
- 2010 Knucklehead - als Redrum
- 2010 Peep World - als Wizdom
- 2010 Something Like a Business - als Rockstone
- 2008 Unemployed - als Jacker
- 2008 Ring of Death - als de president / Milton Kennedy
- 2008 Harold & Kumar Escape from Guantanamo Bay - als dr. Jonavon White
- 2008 Finding Amanda - als BV
- 2008 Untitled Kanye West HBO Project - als Eric
- 2007 Who's Your Caddy? - als hardcore gevangene
- 2007 Norbit - als Blue Latimore
- 2006 Bachelor Party Vegas - als Gold Tooth
- 2005 The Greatest Commercials: Super Bowl vs the World - als Terry Tate
- 2003 Malibu's Most Wanted - als bendeleider
- 2003 Cradle 2 the Grave - als portier Chamber's Club
- 2002 13 Moons - als Vincent
- 1993 The Meteor Man - als bendelid

### Televisieseries
Uitgezonderd eenmalige gastrollen.
- 2020 French Connection - als Nyghtmare - 3 afl.
- 2020 Dawn of the Zombie Apocalypse - als Lexiton - 9 afl.
- 2017-2018 NCIS: Los Angeles - als Max 'Champ' Champion - 2 afl.
- 2009 Rockville CA - als Hugh - 5 afl.
- 2003-2005 My Wife and Kids - als Calvin Scott - 13 afl.
- 2001 The Young and the Restless - als Guy - 2 afl.

### Computerspellen
- 2024 Project Excision - als Commander Lennox
- 2020 Gears Tactics - als Augustus Cole
- 2019 Gears 5 - als Augustus Cole
- 2016 Gears of War 4 - als Augustus Cole
- 2015 Gears of War: Ultimate Edition - als Augustus Cole
- 2013 Gears of War: Judgment - als Augustus Cole
- 2011 Gears of War 3 - als Augustus Cole
- 2008 Gears of War 2 - als Augustus Cole
- 2006 Gears of War - als Augustus Cole

### Filmproducent
- 2022 Bee-Man - televisieserie - 2 afl.
- 2020 Dawn of the Zombie Apocalypse - televisieserie
- 2019 Sullivan - korte film
- 2018 Resolution Song - film
- 2015 Inside - korte film
- 2014 Married, for Real?! - televisieserie - 1 afl.
- 2013 Police Guys - film
- 2009 Sideline Confessions - korte film